# Per Olof Håkansson
Per Olof Håkansson, född 11 maj 1941 i Trelleborg, död 29 augusti 2000 i Trelleborg, var en svensk byggnadsingenjör och  socialdemokratisk politiker, som mellan 1974 och 1998 var riksdagsledamot för Malmöhus läns södra valkrets.